# Nampudadi
Nampudadi is een bestuurslaag in het regentschap Kebumen van de provincie Midden-Java, Indonesië. Nampudadi telt 2097 inwoners (volkstelling 2010).